# 湘乡州
湘乡州，元朝时设置的州。
元贞元年（1295年）升湘乡县置，治所在今湖南省湘乡市。属潭州路。至正二十四年（1364年），朱元璋复降为县。 